# ロバート・デヴァルー (第15代ヘレフォード子爵)
第15代ヘレフォード子爵ロバート・デヴァルー（英語: Robert Devereux, 15th Viscount Hereford、1809年5月3日 – 1855年8月18日）は、イギリスの聖職者、貴族。

## 生涯
第14代ヘレフォード子爵ヘンリー・フレミング・リー・デヴァルーとフランシス・エリザベス・コーンウォール（Frances Elizabeth Cornewall、1783年5月20日洗礼 – 1864年2月20日、第2代準男爵サー・ジョージ・コーンウォールの娘）の息子として、1809年5月3日にブレッドウォーディンで生まれた。イートン・カレッジで教育を受けた後、1828年5月22日にオックスフォード大学クライスト・チャーチに入学、1833年にM.A.の学位を修得した。その後、リトル・ヘレフォードの教区牧師になり、1844年まで務めた。
1843年5月31日に父が死去すると、ヘレフォード子爵の爵位を継承した。
1855年8月13日に死去、息子ロバートが爵位を継承した。

## 家族
1841年11月25日、エマ・ジェマイマ・レイヴェンスクロフト（Emma Jemima Ravenscroft、1817年頃 – 1870年10月26日、ジョージ・レイヴェンスクロフトの娘）と結婚、4男2女をもうけた。
- ロバート（英語版）（1843年 – 1930年） - 第16代ヘレフォード子爵
- ヘンリー・ド・ブーン（Henry de Bohun、1848年10月10日 – 1909年7月18日） - 1872年7月17日、モード・フィリッパ・サラモン（Maud Philippa Salamon、1934年2月28日没、エドワード・サラモンの娘）と結婚、子供あり
- ユースタス（Eustace、1849年9月25日 – 1878年）
- ウォルター・ド・バウチャー（Walter de Bourchier、1850年9月26日 – 10月15日）
- シビル・キャサリン（Sybil Catherine、1930年7月19日没） - 1867年1月10日、ジョン・ベイフォード・バトラー（John Bayford Butler、1832年8月27日1888年10月3日、チャールズ・ジョージ・バトラーの息子）と結婚、子供あり
- ブランシュ（Blanche、1923年10月13日没） - 1867年8月29日、トマス・フランシス・ヘイズルハースト（Thomas Francis Hazlehurst、1918年没）と結婚